# 佩尼奥森德
佩尼奥森德，是西班牙卡斯蒂利亚-莱昂萨莫拉省的一个市镇。 总面积95平方公里，总人口584人（2001年），人口密度6人/平方公里。